# Campeonato Tocantinense 2010
In 2010 werd het achttiende Campeonato Tocantinense gespeeld voor clubs uit de Braziliaanse staat Tocantins. De competitie werd georganiseerd door de FTF en werd gespeeld van 6 maart tot 15 mei. Gurupi werd kampioen.

## Eerste toernooi
| Plaats | Club           | Wed. | W | G | V | Saldo | Ptn. |
| ------ | -------------- | ---- | - | - | - | ----- | ---- |
| 1.     | Interporto     | 7    | 4 | 2 | 1 | 18:12 | 14   |
| 2.     | Gurupi         | 7    | 4 | 1 | 2 | 17:9  | 13   |
| 3.     | Tocantinópolis | 7    | 3 | 2 | 2 | 10:8  | 11   |
| 4.     | Araguaína      | 7    | 3 | 2 | 2 | 10:12 | 11   |
| 5.     | Intercap       | 7    | 2 | 3 | 2 | 10:9  | 9    |
| 6.     | São José       | 7    | 2 | 1 | 4 | 9:13  | 7    |
| 7.     | Tubarão        | 7    | 1 | 3 | 3 | 11:15 | 6    |
| 8.     | Palmas         | 7    | 1 | 2 | 4 | 11:18 | 2    |

|  | Gekwalificeerd voor tweede toernooi |
|  | Degradatie                          |

## Tweede toernooi
| Plaats | Club           | Wed. | W | G | V | Saldo | Ptn. |
| ------ | -------------- | ---- | - | - | - | ----- | ---- |
| 1.     | Gurupi         | 6    | 3 | 3 | 0 | 12:7  | 12   |
| 2.     | Araguaína      | 6    | 3 | 3 | 0 | 8:4   | 12   |
| 3.     | Tocantinópolis | 6    | 1 | 1 | 4 | 5:11  | 4    |
| 4.     | Interporto     | 6    | 0 | 3 | 3 | 5:8   | 3    |

|  | Gekwalificeerd voor finale |

## Finale
|            |               |       |        |                    |
| 8 mei Heen | Araguaína     | 1 – 0 | Gurupi | Mirandão Araguaína |
| 8 mei Heen | Mauricinho 2' |       |        | Mirandão Araguaína |

|  | Araguaína | Gurupi |

|              |                 |       |           |                  |
| 15 mei Terug | Gurupi          | 3 – 1 | Araguaína | Resendão, Gurupi |
| 15 mei Terug | Everton , China |       | Dieguinho | Resendão, Gurupi |

### Kampioen
| Campeonato Tocantinense de 2010 |
| Tocantins                       |
| ------------------------------- |
| GURUPI Kampioen (3° titel)      |